# Lappula brachycentra
Lappula brachycentra är en strävbladig växtart som först beskrevs av Ledebour, och fick sitt nu gällande namn av Gürke. Lappula brachycentra ingår i släktet piggfrön, och familjen strävbladiga växter. Inga underarter finns listade i Catalogue of Life.